# Michel Daerden
Michel Daerden (Baudour, 16 novembre 1949 – Fréjus, 5 agosto 2012) è stato un politico belga di lingua francese, membro del Partito Socialista, ex revisore aziendale.
È sindaco di Ans dal 1993 al 2011. Il 26 luglio 2012 è vittima di un doppio malessere a Agay, nel sud della Francia. Dopo un soggiorno di dieci giorni in un coma indotto, muore il 5 agosto 2012. Michel Daerden è stato Commendatore dell'Ordine di Leopoldo. Fu soprannominato Papa o Socialiste à la Porsche. Nel 2006, Michel Daerden diventa una star di YouTube dopo interviste filmate dove appare ubriaco.

## Biografia

### Carriera politica
Michel Daerden venne eletto nella Camera dei rappresentanti belga nel 1987. Nel 1991 è stato eletto al Senato belga.
Daerden dal 1994 al 1995 è stato ministro federale per la politica scientifica e le infrastrutture, e tra il 1995 ed il 1999 ministro federale dei trasporti. Dopo le elezioni del 1999 venne eletto al Parlamento vallone e nominato ministro per l'occupazione, la formazione e l'alloggio nel governo vallone. Tra l'aprile 2000 ed il giugno 2004 venne nominato vicepresidente del governo vallone con incarichi nel bilancio, nell'insediamento, nell'infrastruttura e dei lavori pubblici. Tra il giugno 2003 ed il giugno 2004 venne nominato ministro del bilancio della Comunità francese. Dopo le elezioni regionali del giugno 2004, e fino al 2009 venne nominato vicepresidente del governo vallone, incaricato del bilancio, delle finanze e delle attrezzature e contemporaneamente vicepresidente del governo della Comunità francese incaricato del bilancio e delle finanze. Nel 2009, fino al 2011 si è trasferito presso il governo federale dove venne nominato ministro delle pensioni e delle grandi città.
Inoltre, dal 1993 al 2011 ha prestato servizio come sindaco di Ans, città situata a periferia di Liegi. Nel marzo del 2011 la maggioranza del consiglio comunale, inclusi i membri del proprio partito, hanno votato le dimissioni di Daerden da sindaco. La divisione interne del PS di Liegi hanno prodotto tale decisione e costretto Daerden a rinunciare alla sua carica di sindaco.

### Famiglia e personalità
Michel Daerden ha due figlie: Aurore Daerden, DJ e stilista, ed Elena Daerden, studentessa. Suo figlio, Frédéric Daerden, è sindaco di Herstal e deputato europeo.
Il 26 luglio 2012, mentre si trova in vacanza in Francia, subì un attacco di cuore, seguito dal coma. Morì, a 62 anni, il 5 agosto 2012 a Fréjus e fu sepolto con funerali massonici, facendo parte della Massoneria.

### Daerdenmaniae polemica

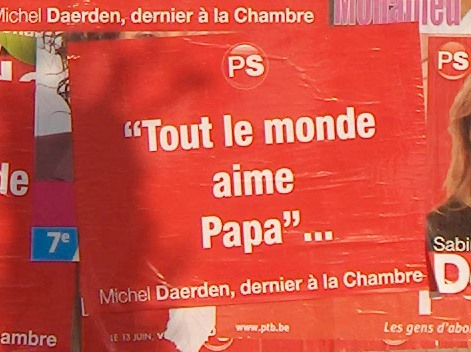
Lo slogan della campagna elettorale prima delle elezioni parlamentari federali il 13 giugno 2010

La personalità di Michel Daerden ha prodotto nell'opinione pubblica una netta spaccatura di giudizio. Nel 2006, dopo la sua vittoria elettorale a Ans, apparve, probabilmente ubriaco ad un'intervista a RTBF. Di tale intervista venne rilasciato su Internet un video, innescando un fenomeno, poi definito  "Daerdenmania", video divenuto virale nei paesi di lingua francese. Nei media, da allora, venne soprannominato, il "Gainsbourg della Politica", per definire colui che si esprime attraverso un flusso molto lento di parole con un forte accento di Liegi, generalmente dovuto a problemi psicomotori e dislessici.
Era generalmente considerato una personalità estremamente carismatica e dotata di un grande talento per l'auto-rappresentazione, culminata nello slogan politico, "Je vote pour papa" con il quale voleva stigmatizzare la campagna per le elezioni regionali. Nel 2007 ha prodotto un CD musicale. Aveva inoltre un fan club personale e molti diffusi sostenitori nelle reti sociali.
I suoi critici lo hanno accusato di agire come un populista e di screditare l'intera classe politica attraverso il suo aspetto. Nelle Fiandre in particolare, questo viene notato spesso. Per esempio, nel dicembre 2009 viene immortalato vestito come un imperatore romano, mentre la figlia Aurore, indossava un costume di Cleopatra, entrambi fotografati dalla rivista Paris Match, un travestimento che prodotto deverse critiche sia sui media che nella politica.
Anche il suo incarico di ispettore aziendale, che non esercitava più ufficialmente dal 1994, ha provocato critiche. Sul fatto che l'ufficio sia stato rappresentato, prima dal padre e poi dal figlio, quale revisore legale della società, in cui sono rappresentati amici politici del PS, ha aperto un dibattito etico sulla neutralità dell'ufficio.

## Varie
Evidenziando la sua "spettacolarità" nelle sue attività politiche, Daerden ha dichiarato di voler diventare cantante. Il 6 dicembre 2006, ha posto la prima pietra del ristrutturato Circuito di Spa-Francorchamps.

## Titoli
- Nel 1971 ha conseguito, con distinzione, la Laurea in scienze commerciali e finanziarie, presso l'Hautes Etudes Commerciales de Liège.[16].
- Nel 1973 ha conseguito, anche in questo caso con distinzione, un diploma di post laurea in scienze commerciali, presso l'Hautes Etudes Commerciales de Liège.[16]
- Nel 1975 ha conseguito la Laurea in economia applicata, con orientamento: business administration, opzione Economia delle imprese, presso l'Université d'État de Mons, 1975.[16]
- Nel 1977 ha conseguito, con grande distinzione, una Licenza Speciale in Révisorat, presso l'Università Statale di Mons.[16]